# Čočka jedlá
Čočka jedlá (Lens culinaris), též čočka kuchyňská, je jednoletá rostlina z čeledi bobovitých. Tato luštěnina původem z Přední Asie se pěstuje pro svoje semena. Dosahuje výšky asi 40 cm a semena jsou ukryta v luscích, obvykle po dvou.

## Vlastnosti

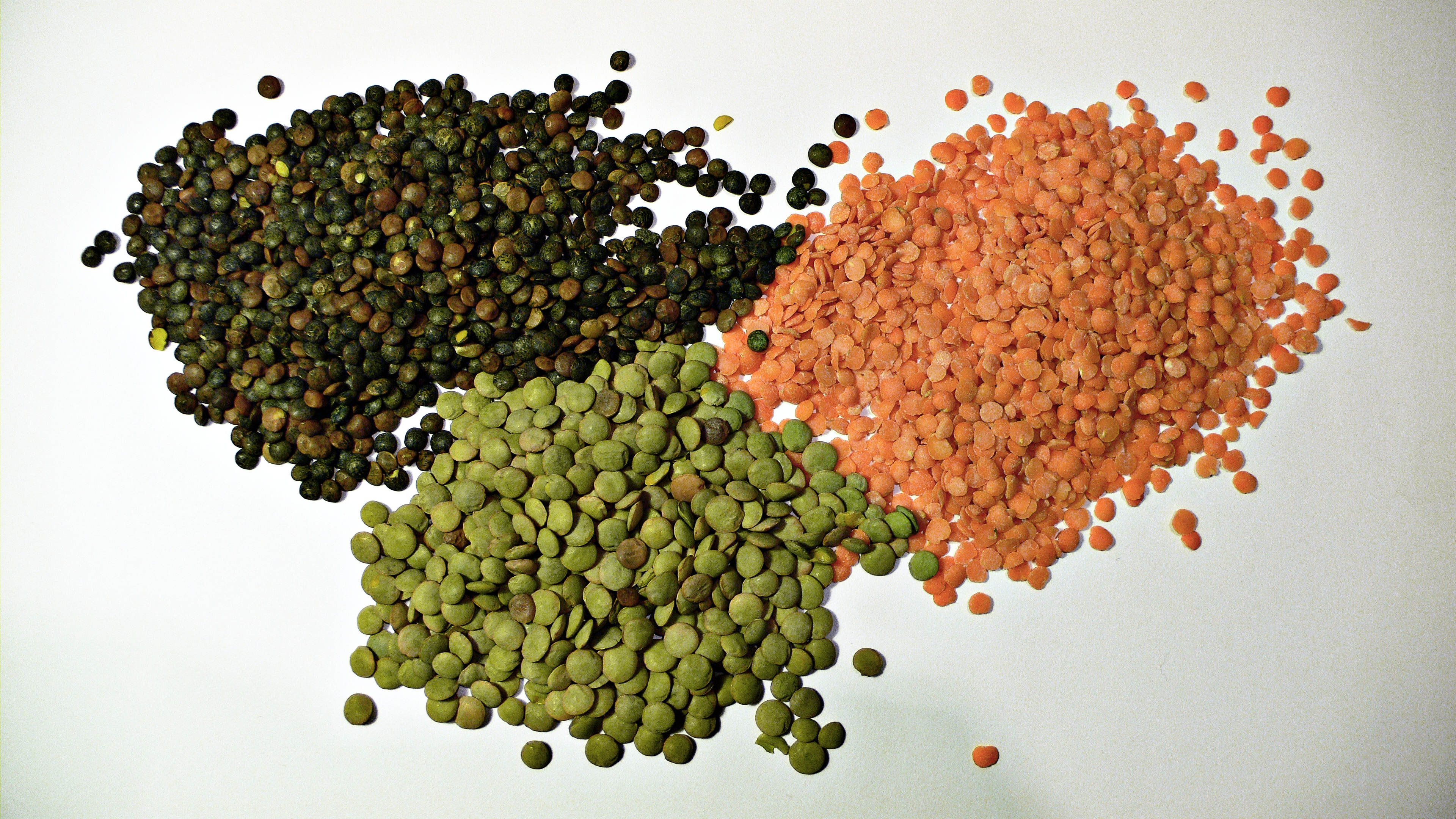
Tři typy čočky

Čočka pochází z Přední Asie a součástí lidské potravy je již od neolitu. Po sojových bobech a konopí má čočka třetí nejvyšší obsah bílkovin ze všech rostlin – 26 %. Díky tomu tvoří v mnoha částech světa velmi důležitou složku stravy. Je tomu tak zejména v Indii, jejíž obyvatelstvo tvoří z velké části vegetariáni. Jednotlivé druhy čočky se od sebe liší jak velikostí semen, tak jejich barvou, jež může být žlutá, oranžová, hnědočervená, zelená či černá.

## Pěstování
V roce 2016 činila světová produkce čočky 6,3 milionu tun, na tomto množství se podílela Kanada 51 procenty a Indie 17 procenty.
Celých 95 % kanadské produkce bylo vypěstováno v provincii Saskatchewan. V roce 2016 bylo podle Kanadské statistické služby vypěstováno v Kanadě 3,2 milionu tun čočky na ploše 2 300 000 ha.
| Kanada         | 3 233 800 |
| Indie          | 1 055 536 |
| Turecko        | 365 000   |
| USA            | 255 061   |
| Nepál          | 253 041   |
| svět           | 6 315 858 |
| zdroj: FAOSTAT |           |

## Pokrm
Semena čočky se vaří poměrně krátce, zejména menší druhy, u nichž je odstraněna slupka. Připravuje se z nich levná a výživná polévka. Často slouží jako příloha ke kuřecímu či vepřovému masu. Mnohdy se též kombinuje s rýží, která se vaří zhruba stejnou dobu. Pokrmu z čočky a rýže se na Blízkém východě říká mujaddara či mejadra. V Indii je velmi oblíbeným pokrmem khichdi, jenž vzniká, když se obě složky vaří společně v jedné nádobě. Mnohem méně obvyklé je míchat čočku se sýrem.
V Indii, jež má bohatou vegetariánskou tradici, se k vařené čočce často přidává zelenina a výsledná směs se pak dochucuje rozličným kořením. Vzniká tak celá řada pokrmů, jako například sambar rasam či dal, jež se pak obvykle podávají s rýží a roti.

## Název a souvislost sčočkami
Mezi nářeční názvy pro čočku patří čučka na jižní Moravě, čečka v Pošumaví, čečůvka na Hané a čočovice na Slovácku.
Čočky v optice jsou pojmenovány po semenech čočky jedlé, jež mají podobný tvar.
Tento zajímavý vztah, jehož vtipně využil například Jan Werich ve filmu Císařův pekař a jenž se v našich zemích promítl i do názvu oblíbených drobných čokoládových bonbonů (Lentilky), lze sledovat nejen v češtině, ale i v mnoha dalších jazycích:

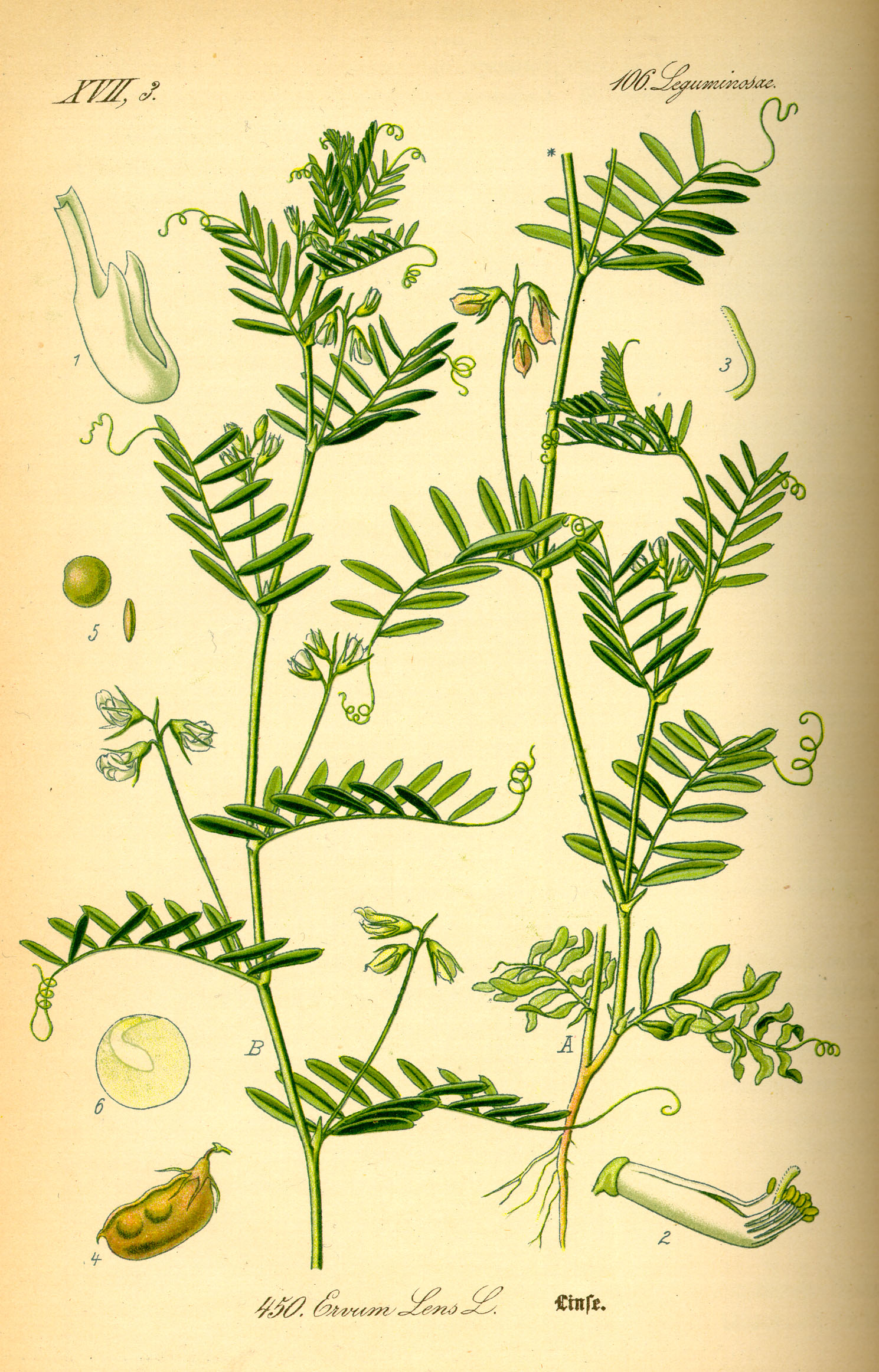

| Jazyk       | čočka optická | čočka jedlá       |
| ----------- | ------------- | ----------------- |
| Anglicky    | lens          | lentil            |
| Arabsky     | عدسة (adasa)  | عدس (adas)        |
| Botswansky  | Chadi         | Aditi Chaddi      |
| Bulharsky   | леща          | леща              |
| Česky       | čočka         | čočka             |
| Finsky      | linssi        | linssi            |
| Francouzsky | lentille      | lentille          |
| Hebrejsky   | adasha        | adash             |
| Hindsky     | dal           | Arhar dal         |
| Chorvatsky  | leća          | leća              |
| Italsky     | lenti         | lenticchie        |
| Katalánsky  | lent          | llentia           |
| Latinsky    | lens          | lens              |
| Litevsky    | lęšis         | lęšis             |
| Lotyšsky    | lēca          | lēca              |
| Maďarsky    | lencse        | lencse            |
| Makedonsky  | леќа          | леќа              |
| Malajsky    | Parippu       | Thvara Parippu    |
| Maratsky    | Daal          | Tur Daal          |
| Německy     | Linse         | Linse             |
| Nizozemsky  | lens          | linze             |
| Norsky      | linse         | linse             |
| Persky      | adasi         | adas              |
| Polsky      | soczewka      | soczewica         |
| Portugalsky | lente         | lentilha          |
| Rumunsky    | lentila       | linte             |
| Rusky       | линза         | чечевица          |
| Řecky       | φακός         | φακή              |
| Slovensky   | šošovka       | šošovica          |
| Slovinsky   | leča          | leča              |
| Srbsky      | sočivo        | sočivo            |
| Španělsky   | lente         | lenteja           |
| Švédsky     | lins          | lins              |
| Tamilsky    | Paruppu       | Thuvvaram Paruppu |
| Telužsky    | Pappu         | Pappu             |
| Turecky     | mercek        | mercimek          |
| Urdsky      | daal          | daal              |